# Calendrier bamiléké
 (juillet 2017).
Si vous disposez d'ouvrages ou d'articles de référence ou si vous connaissez des sites web de qualité traitant du thème abordé ici, merci de compléter l'article en donnant les références utiles à sa vérifiabilité et en les liant à la section « Notes et références ».
Le calendrier bamiléké est un calendrier de huit jours encore en vigueur en pays bamiléké, au Cameroun. Il régit notamment les lieux et dates de la tenue des marchés « hebdomadaires », des interdictions de manifestations…

## Histoire
La semaine bamiléké offre un régime qui règle les activités de la vie traditionnelle. C’est elle qui règle le cycle des marchés périodiques.

### Exemples: un calendrier par village
Nkaatee est le jour de marché de Banka, Bandja, Komako, Bamoungoum, Bansoa. Ntu’kua est jour de marché à Bana, Fondjomekwet, Baboné, Bafoussam, Bazou, Banwa…

### Évolution
Sur le modèle l’Occident, le calendrier bamiléké est désormais découpé en douze mois ; chaque mois a un nom lié aux travaux des champs, sauf Klisimi (de l’anglais Christmas) et Ngu’fi (pour le Nouvel An).

## Aspect pratique
Chaque groupement ou village a son jour d’interdit (sacré) ; ce jour-là, on évite d’effectuer les travaux d’importance ou d’organiser certaines manifestations ou rites familiaux. Les rites funéraires ne doivent pas avoir lieu un jour « sacré ».
Le chef du village a l’obligation de ne pas sortir de la chefferie un jour particulier de la semaine de 8 jours consacré à recevoir les notables et ses sujets.

## Structure du calendrier bamiléké
Le calendrier bamiléké n'est apparemment pas lié au calendrier grégorien, fondamentalement différent. L'un comporte 8 jours, l'autre 7. Le calendrier bamiléké serait lunaire, contrairement au calendrier grégorien qui est solaire. Les subdivisions en mois et en semaines ne sont pas identiques. Il n'a pas de point de départ avéré.

### Subdivisions
Une période de huit jours forme une semaine bamiléké. Les jours d’une semaine ont chacun un nom dans chaque dialecte bamiléké.
Dans une partie du Cameroun où la population est majoritairement bamiléké, les dates en langues locales sont basées sur une semaine de 8 jours qui rythment certaines activités comme la tenue du marché; pour la planification d'une activité à une date du calendrier occidental, on a alors besoin de savoir quel sera le jour correspondant du calendrier local.
En 1974, les notables bamilékés se sont réunis pour proposer une traduction des noms des douze mois de l'année ; deux ans plus tard, à l'issue d'un débat houleux, les noms en Bamena ont été traduits en bamiléké Medumba (Bagangté).